# 三陸鐵道36-700型柴聯車
三陸鐵道36-700型柴聯車（日语：／ Sanriku Tetsudō Sanriku 700-gata kidōsha）是三陸鐵道用於行駛谷灣線普通列車的柴聯車。36-700型是三陸鐵道首度引入的簡易型無障礙車輛，並由新潟運輸系統負責製造。由於2011年3月11日的日本東北地方太平洋近海地震引發的海嘯將當時停放在盛站的南谷灣線列車沖毀，因此三陸鐵道引進3輛新型的36-700型柴聯車，並於2013年4月盛站至吉濱站間的區段恢復營運而投入使用。
2014年4月，三陸鐵道於南谷灣線和北谷灣線恢復全線運轉時再度引進3輛36-700型。2018年11月及2019年3月，三路鐵道為接管JR東日本山田線的宮古站至釜石站間的營運，因此再度引入8輛36-700型，使本型車的車輛總數達到14輛。
本型車採用固定式的窗戶，以應對列車通過隧道時產生的噪音；同時車廂內也設置交叉座椅。由於本型車的部分購買費用源自於科威特在震災後援助日本的原油所換成的現金，因此車頭和車尾都裝飾著科威特的國徽，並在車體側面用阿拉伯語、英語及日語寫上對科威特的感謝。